# Neolitsea
Genre
Neolitsea est un genre de plantes à fleurs de la famille des Lauraceae.

## Liste d'espèces
Selon Catalogue of Life (15 septembre 2020) :
- Neolitsea aciculata (Bl.) Koidz.
- Neolitsea acuminatissima (Hayata) Kaneh. & Sasaki
- Neolitsea acuta (Teschn.) Merr.
- Neolitsea alongensis Lecomte
- Neolitsea amabilis Airy-Shaw
- Neolitsea amboinensis Merr.
- Neolitsea andamanica Kosterm.
- Neolitsea angustifolia Chev.
- Neolitsea archboldiana C. K. Allen
- Neolitsea arfakensis Kanehira & Hatusima
- Neolitsea aurata (Hayata) Koidz.
- Neolitsea aureosericea Kostermans
- Neolitsea auricolor (Kosterm.) Kosterm.
- Neolitsea australiensis Kosterm.
- Neolitsea balakrishnanii T. Chakrabarty & A. K. Goel
- Neolitsea boninensis Koidz.
- Neolitsea brassii C. K. Allen
- Neolitsea brevipes H. W. Li
- Neolitsea buisanensis Yamamoto & S. Kamikoti
- Neolitsea cambodiana Lecomte
- Neolitsea cassia (L.) Kosterm.
- Neolitsea chrysotricha H. W. Li
- Neolitsea chuii Merr.
- Neolitsea cinnamomea (Bl.) Kosterm.
- Neolitsea coccinea B. C. Stone
- Neolitsea confertifolia (Hemsl.) Merr.
- Neolitsea cuneifolia Koidz.
- Neolitsea daibuensis Kamik.
- Neolitsea dealbata (R. Br.) Merr.
- Neolitsea elaeocarpa H. Liou
- Neolitsea ellipsoidea C. K. Allen
- Neolitsea fischeri Gamble
- Neolitsea foliosa (Nees) Gamble
- Neolitsea formosa S. Moore
- Neolitsea fuscata (Thw.) Alston
- Neolitsea gamblei Chakrab. & Diwakar
- Neolitsea gilva Koidz.
- Neolitsea glabra (Teschn.) Merr.
- Neolitsea hainanensis Yen C. Yang & P. H. Huang
- Neolitsea hiiranensis Tang S. Liu & J. C. Liao
- Neolitsea homilantha C. K. Allen
- Neolitsea howii C. K. Allen
- Neolitsea hsiangkweiensis Yen C. Yang & P. H. Huang
- Neolitsea impressa Y. C. Yang
- Neolitsea incana Elmer
- Neolitsea javanica (Bl.) Backer
- Neolitsea kedahensis (Gamble) Gamble
- Neolitsea konishii (Hayata) Kaneh. & Sasaki
- Neolitsea kwangsiensis H. Liu
- Neolitsea lanceolata Merr.
- Neolitsea lancifolia Kostermans
- Neolitsea lanuginosa (Nees) Gamble
- Neolitsea latifolia (Bl.) S. Moore
- Neolitsea levinei Merr.
- Neolitsea longifolia (Teschn.) Merr.
- Neolitsea longipedicellata Yen C. Yang & P. H. Huang
- Neolitsea lunglingensis H. W. Li
- Neolitsea mannii (King ex Hook. fil.) Chakrab.
- Neolitsea megacarpa Merr.
- Neolitsea menglaensis Yen C. Yang & P. H. Huang
- Neolitsea merrilliana C. K. Allen
- Neolitsea microphylla Merr.
- Neolitsea minor (Teschn.) Merr.
- Neolitsea mollissima (Gamble) Gamble
- Neolitsea nicobarica A. K. Goel & T. Chakrabarty
- Neolitsea novoguinensis (Teschn.) Merr.
- Neolitsea oblongifolia Merr. & Chun
- Neolitsea obtusifolia Merr.
- Neolitsea ovatifolia Yen C. Yang & P. H. Huang
- Neolitsea pallens (D. Don) Momiy. & H. Hara
- Neolitsea papuana Merr.
- Neolitsea parvigemma (Hayata) Kaneh. & Sasaki
- Neolitsea paucinervia Merr.
- Neolitsea phanerophlebia Merr.
- Neolitsea pingbienensis Yen C. Yang & P. H. Huang
- Neolitsea pinninervis Yen C. Yang & P. H. Huang
- Neolitsea poilanei H. Liou
- Neolitsea polycarpa H. Liu
- Neolitsea pubescens (Teschn.) Merr.
- Neolitsea pulchella (Meisn.) Merr.
- Neolitsea purpurascens Y. C. Yang
- Neolitsea reticulata Kostermans
- Neolitsea sanjappae M. K. Pathak, Bhaumik & Chakrab.
- Neolitsea sericea (Bl.) Koidz.
- Neolitsea shingningensis Yen C. Yang & P. H. Huang
- Neolitsea siamensis Kostermans
- Neolitsea stenophylla Koidz.
- Neolitsea sutchuanensis Y. C. Yang
- Neolitsea teschneriana C. K. Allen
- Neolitsea tomentosa H. W. Li
- Neolitsea triplinervia (Bl.) Merr.
- Neolitsea umbrosa (Nees) Gamble
- Neolitsea undulatifolia (H. Lév.) C. K. Allen
- Neolitsea variabillima (Hayata) Kaneh. & Sasaki
- Neolitsea velutina W. T. Wang
- Neolitsea villosa (Bl.) Merr.
- Neolitsea wushanica (Chun) Merr.

Selon The Plant List (15 septembre 2020) :
- Neolitsea aciculata (Blume) Koidz.
- Neolitsea acuminata (Teschner) Merr.
- Neolitsea acuminatissima (Hayata) Kaneh. & Sasaki
- Neolitsea acuta (Teschner) Merr.
- Neolitsea alongensis Lecomte
- Neolitsea aurata (Hayata) Koidz.
- Neolitsea auricolor (Kosterm.) Kosterm.
- Neolitsea bawangensis R.H. Miao
- Neolitsea brevipes H.W. Li
- Neolitsea buisanensis Yamam. & Kamik.
- Neolitsea cambodiana Lecomte
- Neolitsea chrysotricha H.W. Li
- Neolitsea chui Merr.
- Neolitsea cinnamomea (Blume) Kosterm.
- Neolitsea confertifolia (Hemsl.) Merr.
- Neolitsea cuipala (D. Don) Kosterm.
- Neolitsea daibuensis Kamik.
- Neolitsea dealbata (R. Br.) Merr.
- Neolitsea ellipsoidea C.K. Allen
- Neolitsea glabra (Teschner) Merr.
- Neolitsea hainanensis Yen C. Yang & P.H. Huang
- Neolitsea hiiranensis Tang S. Liu & J.C. Liao
- Neolitsea homilantha C.K. Allen
- Neolitsea howii C.K. Allen
- Neolitsea hsiangkweiensis Yen C. Yang & P.H. Huang
- Neolitsea impressa Yen C. Yang
- Neolitsea konishii (Hayata) Kaneh. & Sasaki
- Neolitsea kwangsiensis H. Liu
- Neolitsea lanuginosa (Nees) Gamble
- Neolitsea latifolia (Blume) S. Moore
- Neolitsea levinei Merr.
- Neolitsea longifolia (Teschner) Merr.
- Neolitsea longipedicellata Yen C. Yang & P.H. Huang
- Neolitsea lunglingensis H.W. Li
- Neolitsea melchioriana (Teschner) Merr.
- Neolitsea menglaensis Yen C. Yang & P.H. Huang
- Neolitsea minor (Teschner) Merr.
- Neolitsea novoguinensis (Teschner) Merr.
- Neolitsea oblongifolia Merr. & Chun
- Neolitsea obtusifolia Merr.
- Neolitsea ovatifolia Yen C. Yang & P.H. Huang
- Neolitsea pallens (D. Don) Momiy. & H. Hara
- Neolitsea parvigemma (Hayata) Kaneh. & Sasaki
- Neolitsea phanerophlebia Merr.
- Neolitsea pingbienensis Yen C. Yang & P.H. Huang
- Neolitsea pinninervis Yen C. Yang & P.H. Huang
- Neolitsea polycarpa H. Liu
- Neolitsea pubescens (Teschner) Merr.
- Neolitsea pulchella (Meisn.) Merr.
- Neolitsea purpurascens Yen C. Yang
- Neolitsea sericea (Blume) Koidz.
- Neolitsea shingningensis Yen C. Yang & P.H. Huang
- Neolitsea sutchuanensis Yen C. Yang
- Neolitsea tomentosa H.W. Li
- Neolitsea umbrosa (Nees) Gamble
- Neolitsea undulatifolia (H. Lév.) C.K. Allen
- Neolitsea variabillima (Hayata) Kaneh. & Sasaki
- Neolitsea velutina W.T. Wang
- Neolitsea villosa (Blume) Merr.
- Neolitsea wushanica (Chun) Merr.
- Neolitsea zeylanica (Nees & T. Nees) Merr.

Selon Tropicos (15 septembre 2020) (Attention liste brute contenant possiblement des synonymes) :
- Neolitsea aciculata (Blume) Koidz.
- Neolitsea acuminata (Teschner) Merr.
- Neolitsea acuminatissima (Hayata) Kaneh. & Sasaki
- Neolitsea acuta (Teschner) Merr.
- Neolitsea acutotrinervia (Hayata) Kaneh. & Sasaki
- Neolitsea alongensis Lecomte
- Neolitsea amabilis Airy Shaw
- Neolitsea amboinensis Merr.
- Neolitsea apoensis Elmer
- Neolitsea archboldiana C.K. Allen
- Neolitsea arfakensis Kaneh. & Hatus.
- Neolitsea aurata (Hayata) Koidz.
- Neolitsea aureosericea Kosterm.
- Neolitsea auricolor (Kosterm.) Kosterm.
- Neolitsea australiensis Kosterm.
- Neolitsea balakrishnanii Chakrab. & Goel
- Neolitsea bawangensis R.H. Miao
- Neolitsea brassii C.K. Allen
- Neolitsea brevipes H.W. Li
- Neolitsea buisanensis J.C. Liao
- Neolitsea calcicola Xu
- Neolitsea cambodiana Lecomte
- Neolitsea cassia (L.) Kosterm.
- Neolitsea chekiangensis Nakai
- Neolitsea chinensis (Gamble) Chun
- Neolitsea chrysotricha H.W. Li
- Neolitsea chui Merr.
- Neolitsea cinnamomea (Blume) Kosterm.
- Neolitsea clarissae (Teschner) Merr.
- Neolitsea coccinea B.C. Stone
- Neolitsea confertifolia (Hemsl.) Merr.
- Neolitsea cuipala (D. Don) Kosterm.
- Neolitsea cuneifolia Koidz.
- Neolitsea daibuensis Kamik.
- Neolitsea dealbata (R. Br.) Merr.
- Neolitsea elaeocarpa H. Liu
- Neolitsea ellipsoidea C.K. Allen
- Neolitsea ferruginea Merr.
- Neolitsea fischeri Gamble
- Neolitsea foliosa (Nees) Gamble
- Neolitsea glabra (Teschner) Merr.
- Neolitsea glauca (Thunb.) Koidz.
- Neolitsea hainanensis Y.C. Yang & P.H. Huang
- Neolitsea hiiranensis T.S. Liu & J.C. Liao
- Neolitsea homilantha C.K. Allen
- Neolitsea hongkongensis (Chun) C.K. Allen
- Neolitsea howii C.K. Allen
- Neolitsea hsiangkweiensis Y.C. Yang & P.H. Huang
- Neolitsea impressa Y.C. Yang
- Neolitsea incana Elmer
- Neolitsea intermedia Elmer
- Neolitsea koidzumii (Koidz.) Kamik.
- Neolitsea konishii (Hayata) Kaneh. & Sasaki
- Neolitsea kotoensis (Hayata) Kaneh. & Sasaki
- Neolitsea kraduengensis Tagane & Yahara
- Neolitsea kwangsiensis H. Liu
- Neolitsea kwangtungensis H.T. Chang
- Neolitsea lanceolata Merr.
- Neolitsea lanuginosa (Nees) Gamble
- Neolitsea latifolia (Blume) S. Moore
- Neolitsea levinei Merr.
- Neolitsea longifolia (Teschner) Merr.
- Neolitsea longipedicellata Y.C. Yang & P.H. Huang
- Neolitsea lunglingensis H.W. Li
- Neolitsea megacarpa Merr.
- Neolitsea melchioriana (Teschner) Merr.
- Neolitsea menglaensis Y.C. Yang & P.H. Huang
- Neolitsea merrilliana C.K. Allen
- Neolitsea microphylla Merr.
- Neolitsea minor (Teschner) Merr.
- Neolitsea nicobarica Goel & Chakrab.
- Neolitsea novoguinensis (Teschner) Merr.
- Neolitsea oblongifolia Merr. & Chun
- Neolitsea obtusifolia Merr.
- Neolitsea ohbana Koidz.
- Neolitsea ovatifolia Y.C. Yang & P.H. Huang
- Neolitsea pallens (D. Don) Momiy. & H. Hara
- Neolitsea papuana Merr.
- Neolitsea paraciculata Nakai
- Neolitsea parvigemma (Hayata) Kaneh. & Sasaki
- Neolitsea paucinervia Merr.
- Neolitsea phanerophlebia Merr.
- Neolitsea pingbienensis Y.C. Yang & P.H. Huang
- Neolitsea pinninervis Y.C. Yang & P.H. Huang
- Neolitsea playfairii (Hemsl.) Chun
- Neolitsea poilanei H. Liu
- Neolitsea polycarpa H. Liu
- Neolitsea pubescens (Teschner) Merr.
- Neolitsea pulchella (Meisn.) Merr.
- Neolitsea purpurascens Y.C. Yang
- Neolitsea reticulata Kosterm.
- Neolitsea scrobiculata (Meisn.) Gamble
- Neolitsea sericea (Blume) Koidz.
- Neolitsea shingningensis Y.C. Yang & P.H. Huang
- Neolitsea siamensis Kosterm.
- Neolitsea sieboldii (Kuntze) Nakai
- Neolitsea subcaudata Merr.
- Neolitsea subfoveolata Merr.
- Neolitsea sutchuanensis Y.C. Yang
- Neolitsea teschneriana C.K. Allen
- Neolitsea tomentosa H.W. Li
- Neolitsea umbrosa (Nees) Gamble
- Neolitsea undulatifolia (H. Lév.) C.K. Allen
- Neolitsea variabillima (Hayata) Kaneh. & Sasaki
- Neolitsea velutina W.T. Wang
- Neolitsea vidalii Merr.
- Neolitsea villosa (Blume) Merr.
- Neolitsea viridis W.C. Cheng & S.Y. Hu
- Neolitsea vuquangensis Mitsuyuki, Chika & Yahara
- Neolitsea wushanica (Chun) Merr.
- Neolitsea zeylanica (Nees & T. Nees) Merr.